# Pterocephalus afghanicus
Pterocephalus afghanicus är en tvåhjärtbladig växtart. Pterocephalus afghanicus ingår i släktet Pterocephalus och familjen Dipsacaceae.

## Underarter
Arten delas in i följande underarter:
- P. a. afghanicus
- P. a. chorassanicus